# Finsko na Letních olympijských hrách 2000
Finsko na Letních olympijských hrách 2000 v Sydney reprezentovalo 70 sportovců, z toho 40 mužů a 30 žen. Nejmladším účastníkem byla Hanna-Maria Seppälä (15 let, 282 dní), nejstarší pak Maarit Lepomäki (43 let, 281 dní) . Reprezentanti vybojovali 4 medailí, z toho 2 zlaté 1 stříbrnou a 1 bronzovou.

## Medailisté
| Medaile | Jméno                       | Sport             | Disciplína                 |
| ------- | --------------------------- | ----------------- | -------------------------- |
| Zlato   | Arsi Harju                  | Atletika          | Muži vrh kouli             |
| Zlato   | Jyrki Järvi Thomas Johanson | Jachting          | Třída 49er                 |
| Stříbro | Juha Hirvi                  | Sportovní střelba | 50 metrů - tři pozice      |
| Bronz   | Marko Yli-Hannuksela        | Zápas             | Muži řecko-římský do 76 kg |